# Daniel Sordo
Pour les articles homonymes, voir Sordo.
Daniel Sordo Jr, dit Dani Sordo, né le 2 mai 1983 à Torrelavega, est un pilote de rallye espagnol. Champion du monde Junior en 2005, il fut longtemps le coéquipier de Sébastien Loeb chez Citroën. En 2011, il rejoint Mini pour lancer le nouveau projet dirigé par Prodrive. En 2013, il revient chez Citroën pour remplacer Sébastien Loeb qui part à la retraite. En 2014, il rejoint le Hyundai Shell World Rally Team.
En 2019, Il remporte le rallye de Sardaigne sur Hyundai i20 WRC dans la Power Stage, six ans après sa première victoire en Allemagne sur une Citroën DS3 WRC. Un an plus tard, il remporte à nouveau ce rallye.

## Carrière en rallye

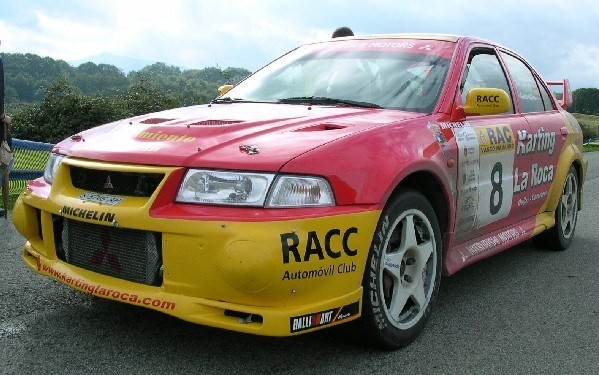
Daniel Sordo au Rallye Vasco-Navarro de 2003

### Débuts en compétition
Sordo a commencé la compétition en motocross quand il avait 12 ans, mais il s'est également essayé avec succès à la course de côte, au karting et aux voitures de tourisme.
Il participe pour la première fois à un rallye du championnat d'Espagne en 1999, mais sa carrière prend un tournant quand il remporte le championnat d'Espagne junior en 2003, avec son copilote Juan Antonio Castillo, disputant presque toute la saison au volant d'une Mitsubishi Lancer Evolution VII. La même année il découvre le Championnat du monde des rallyes en disputant le rallye de Catalogne, il se classe 18e de l'épreuve.
L'année suivante, Sordo change de copilote et d'équipe, accompagné de Carlos Del Barrio, il pilote une Citroën C2 S1600. Il parvient à conserver son titre de champion d'Espagne junior de rallye. Il participe aussi à quelques manches du championnat du monde des rallyes, avec comme meilleur résultat une 13e place au Tour de Corse.

### L'ascension mondiale (2005-2006)
- 2005 : champion du monde J-WRC avec Kronos Racing et champion d'Espagne de rallye

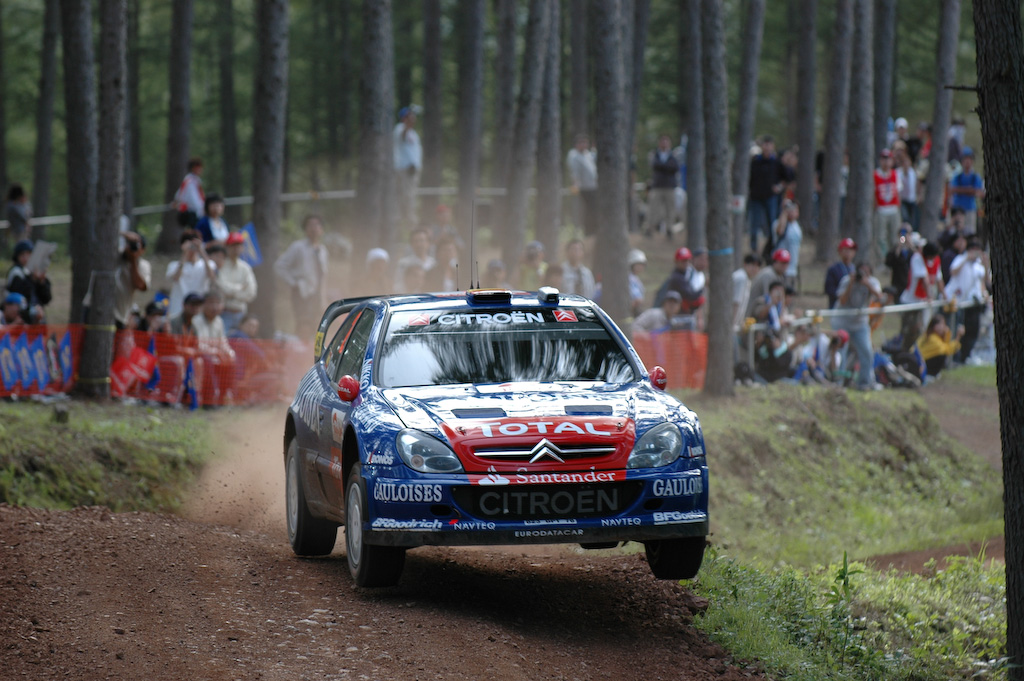
Daniel Sordo lors du Rallye du Japon 2006

Grâce au soutien de Carlos Sainz, qui place beaucoup d'espoirs en lui, Daniel dispute le championnat du monde junior des rallyes, tremplin pour la catégorie reine, en courant pour l'équipe belge Kronos Racing. Marc Marti (ancien copilote de Sainz) devient son nouveau copilote.
Au volant de la Citroën C2, il remporte quatre manches dans sa catégorie, et surtout le championnat du monde junior des rallyes. Il s'adjuge aussi le titre dans le championnat d'Espagne des rallyes, avec cinq victoires et trois deuxièmes places.
- 2006 : Premier podium en WRC avec Kronos Racing

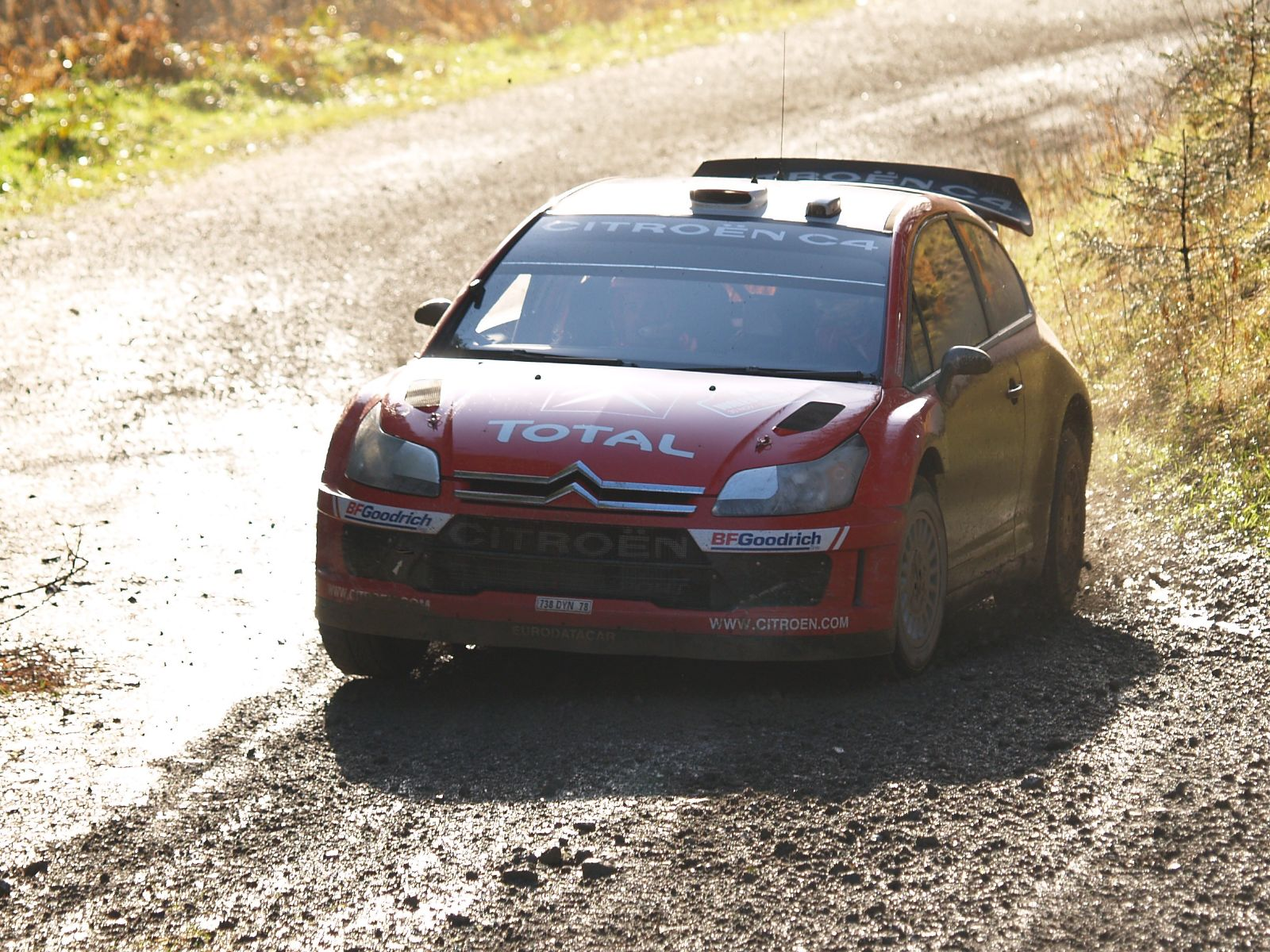
Daniel Sordo au rallye de Grande-Bretagne 2007

À la suite du retrait du championnat du groupe PSA, l'équipe Kronos Racing représente Citroën lors du Championnat du monde des rallyes 2006. Dani devient ainsi un des coéquipiers du double champion du monde Sébastien Loeb.
C'est la révélation du début de saison, il pointe en troisième position du championnat et totalise quatre podiums (2e en Catalogne  et en Allemagne, 3e en Corse et Sardaigne) après le Rallye du Japon, onzième manche de la saison. Grâce à ses résultats meilleurs que ceux du second pilote officiel, son compatriote Xavi Pons, il est nommé second pilote (et donc habilité à marquer des points pour le championnat constructeurs), derrière Sébastien Loeb en juillet.
Par la suite, il marque un peu le pas sur des rallyes qu'il découvre et termine le championnat à la cinquième place.

### Pilote officiel chez Citroën (2007-2010)

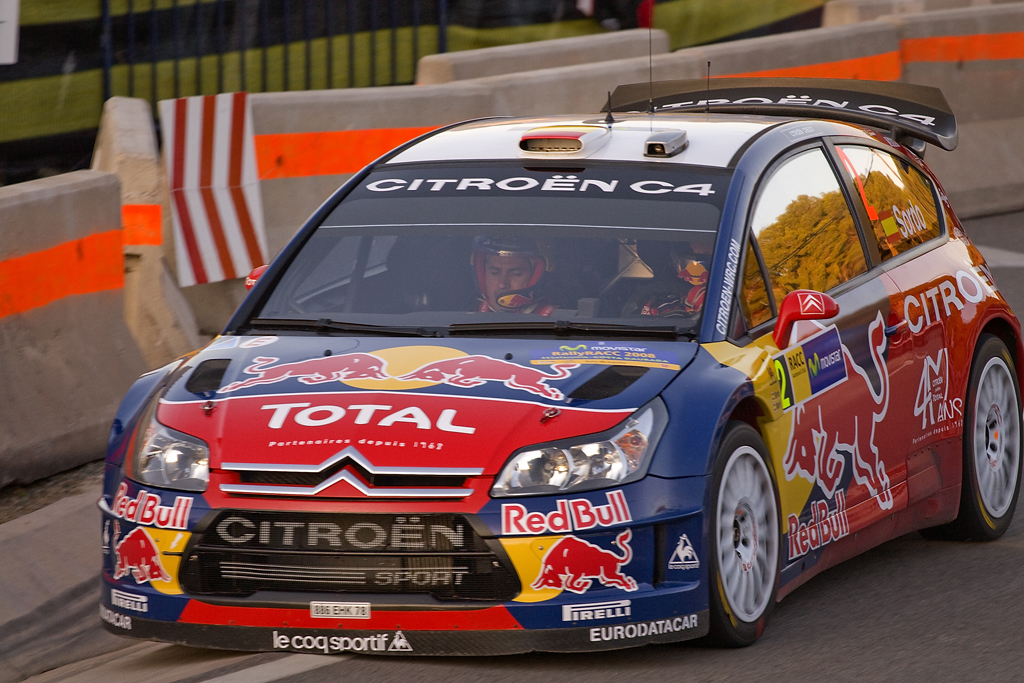
Daniel Sordo au rallye de Catalogne 2008

Au début de septembre 2006, il signe un contrat de trois ans chez Citroën à partir de 2007 pour le retour officiel de la marque en championnat du monde. Au cours de sa première saison, il monte sept fois sur le podium, avec notamment trois deuxièmes places au rallye Monte-Carlo, en Espagne et au Japon. Il termine quatrième du championnat.
En 2008, Sordo termine six fois sur le podium, dont quatre fois à la deuxième. Il aura assuré à trois reprises le doublé lorsque Sébastien Loeb s'imposait. Il termine troisième du championnat avec 65 points. En 2009, il continue son aventure au sein de l'équipe Citroën et commence la saison par une place de second au Rallye d'Irlande, réalisant ainsi un nouveau doublé derrière son coéquipier et leader Sébastien Loeb. Il monte à nouveau à sept reprises sur le podium et est un des rares à n'avoir jamais abandonné (son plus mauvais résultat étant une 22e place en Sardaigne). Il termine à nouveau troisième du championnat, avec un point de moins qu'en 2008.
- Remplacé par Sébastien Ogier et départ de Citroën (2010)

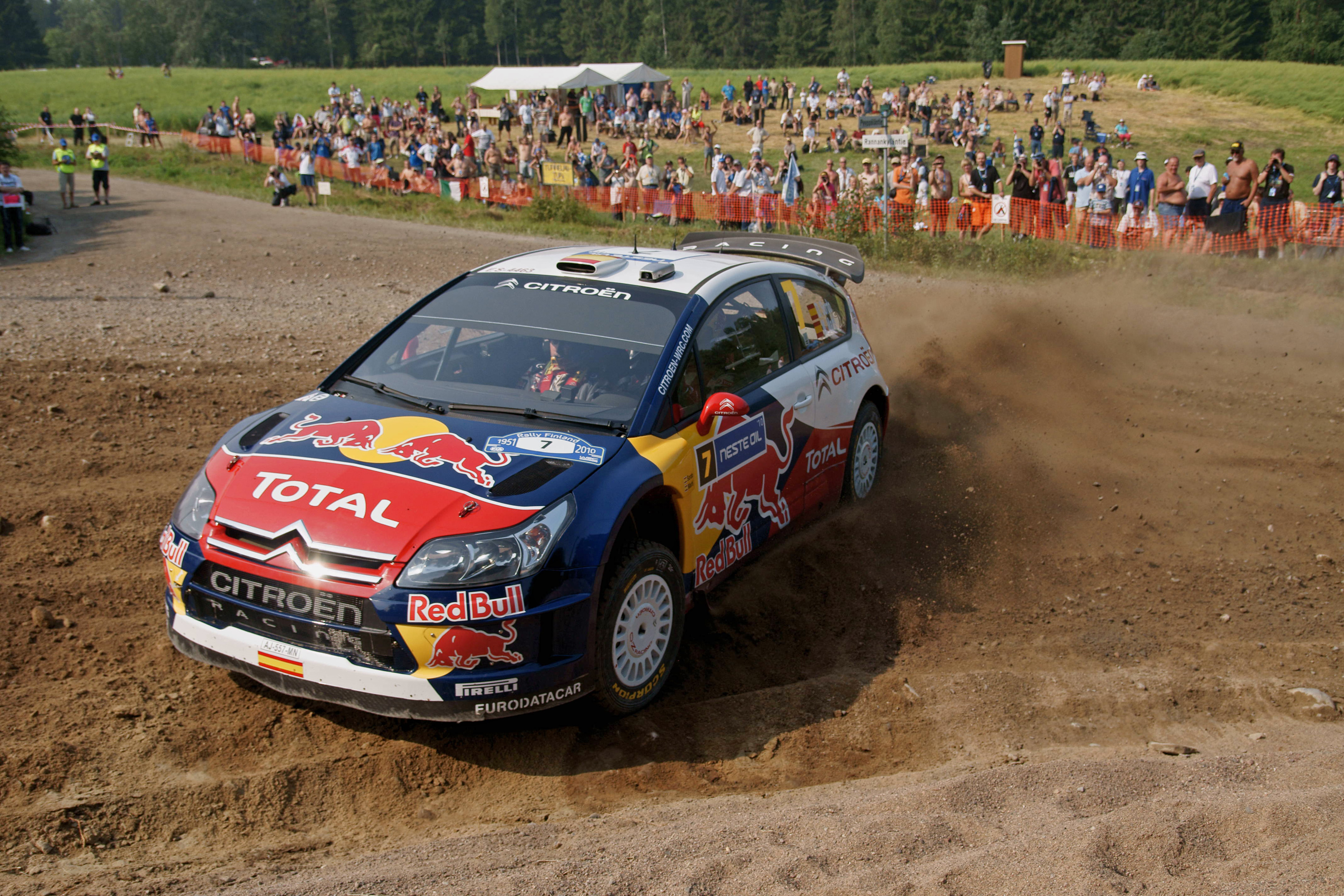
Daniel Sordo au rallye de Finlande 2010

L'heure de la concrétisation a sonné mais son début de saison 2010 est mitigé. Ainsi, il abandonne deux fois au cours des cinq premiers rallyes et doit attendre le Rallye du Portugal pour obtenir son premier podium de la saison derrière Sébastien Ogier et Sébastien Loeb. À la suite de la première victoire d'Ogier en WRC, Citroën annonce le 9 juin que le Gapençais courra aux côtés de Loeb lors des trois dernières manches sur terre du championnat, tandis que Sordo sera rétrogradé au sein du Junior Team aux côtés de Kimi Räikkönen. Sordo garde sa place dans l'équipe principale pour les épreuves sur asphalte, une surface qu'il maîtrise plus qu'Ogier.

En Bulgarie, il obtient son deuxième podium consécutif en terminant deuxième derrière son coéquipier Loeb. À la suite d'une cinquième place en Finlande, il se sépare de son copilote Marc Martí et le remplace par Diego Vallejo.

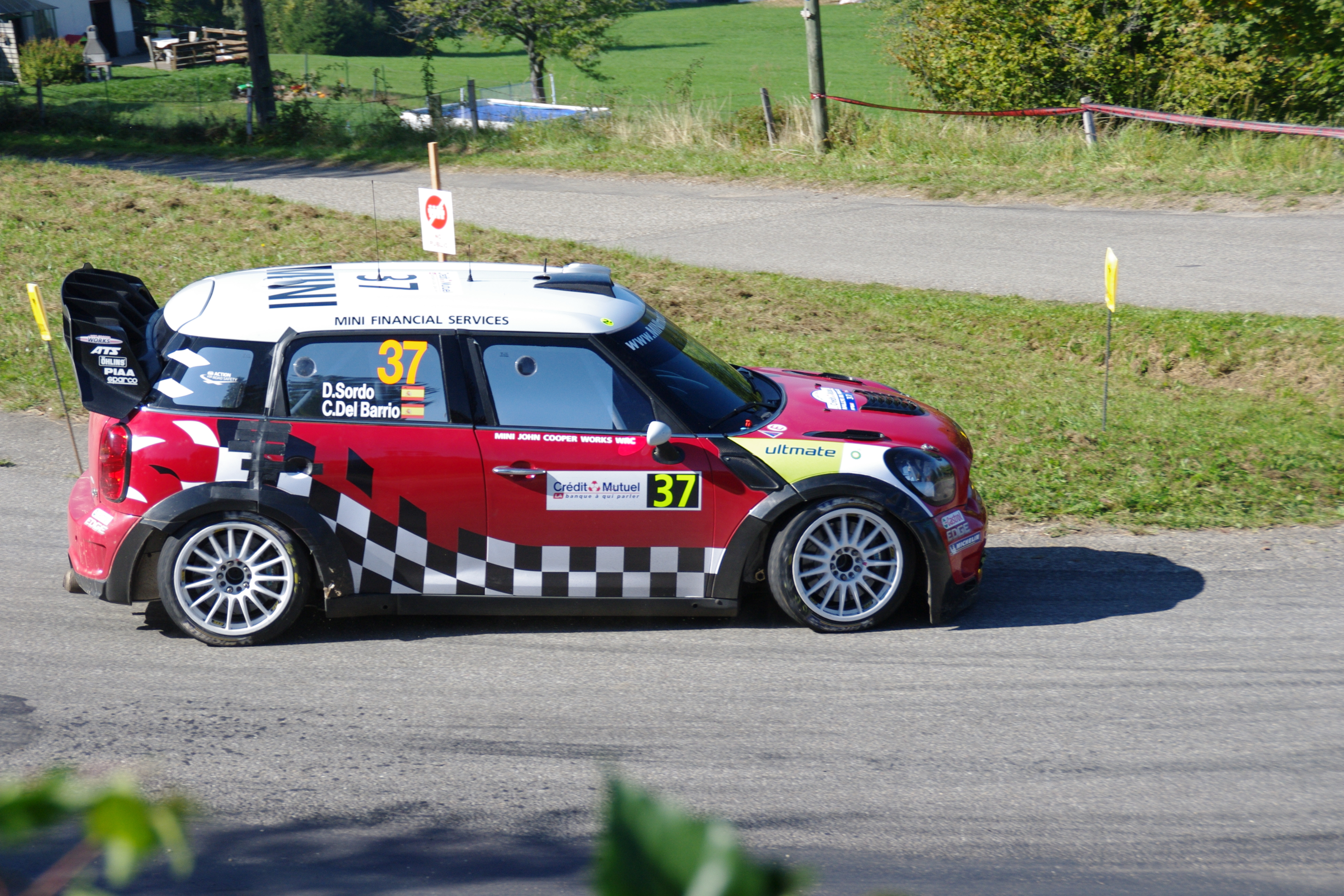
Dani Sordo / Carlos Del Barrio - Mini WRC - Rallye de France Alsace 2011

Pour sa première course avec son nouveau coéquipier, Sordo se relance au rallye d'Allemagne en prenant la deuxième place derrière Sébastien Loeb, étant le seul pilote à rivaliser avec le Français sur l'asphalte allemande. Il obtient un nouveau podium en Alsace, rallye où Loeb et Citroën deviennent champions du monde. Libre de toute consigne d'équipe, il est alors considéré comme favori du rallye de Catalogne. Perdant du temps le premier jour qu'il termine à la sixième place, il termine finalement troisième d'un rallye remporté par Loeb. Il se classe 5e du championnat du monde.

### Nouveau défi avec le Mini World Rallye Team (2011)
Dani Sordo opte pour un nouveau défi en rejoignant Mini en 2011. Il ne pourra disputer qu'un programme partiel durant sa première saison, aux côtés de Kris Meeke, mais mise sur ce nouveau défi pour relancer sa carrière. Il change de copilote et retrouve Carlos Del Barrio.
Pour son premier rallye avec Mini en Sardaigne, il obtient la sixième place. En Finlande il subit des problèmes mécaniques sur sa voiture, la Mini John Cooper Works WRC, et ne peut rallier l'arrivée. Il se rachète au mois d'août en obtenant le premier podium de Mini : il est troisième du rallye d'Allemagne.
Lors du rallye de France, il remporte une spéciale et termine en tête du rallye le premier jour, ce qui est une double-première pour Mini depuis son retour en championnat du monde. À la lutte pour la victoire jusqu'à la dernière spéciale, il se classe finalement deuxième à quelques secondes du vainqueur, Sébastien Ogier.

### Le renouveau? (2012)

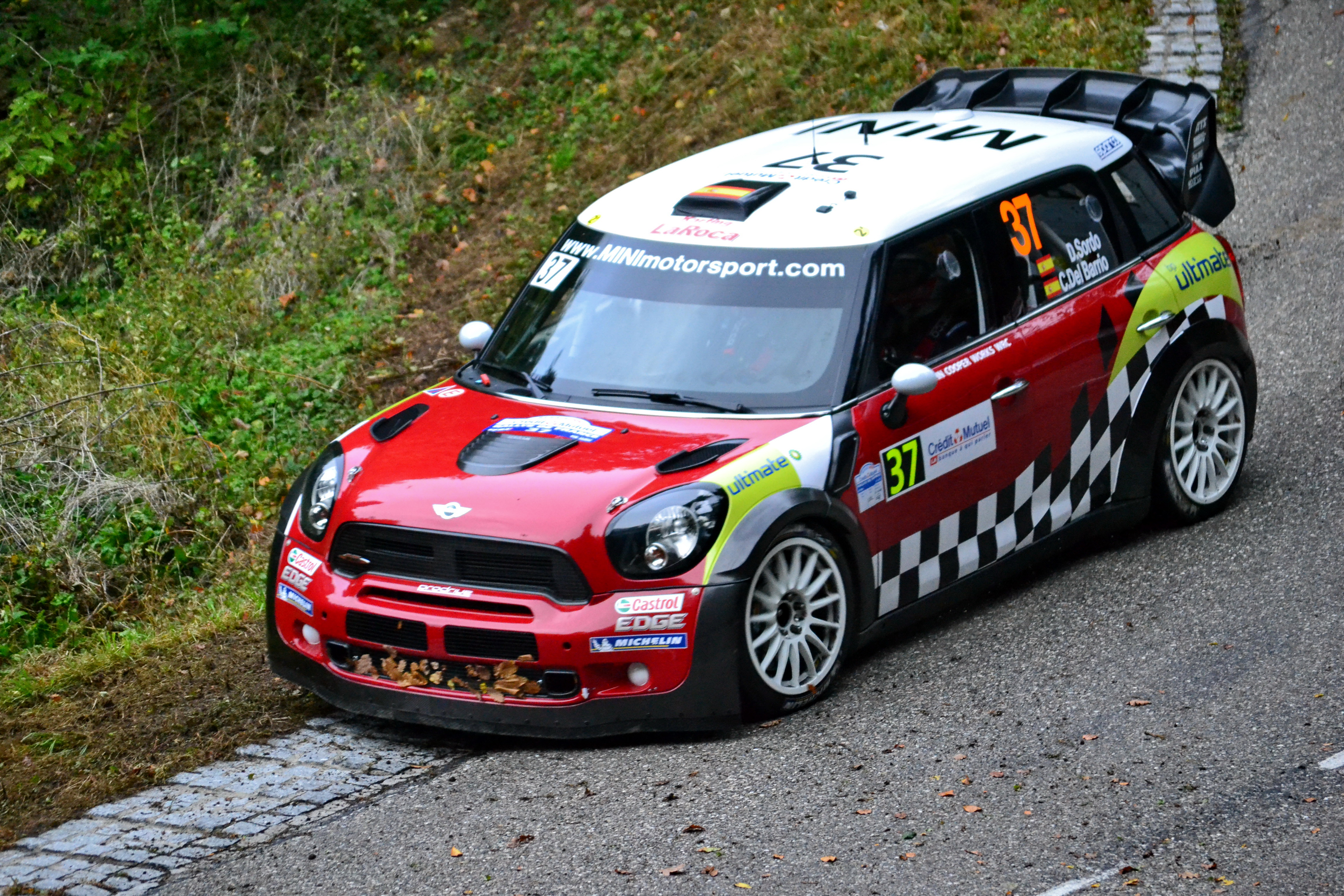
Daniel Sordo au rallye de France-Alsace 2012

Pour sa première saison complète avec l'écurie Mini, Daniel Sordo se classe deuxième du Rallye de Monte-Carlo, mais à presque trois minutes de Sébastien Loeb. Il surclasse Solberg (troisième à moins de trente secondes), Hirvonen (quatrième) tandis que Latvala (premier leader du rallye) et Ogier abandonnent.
Sordo ravive la légende Mini sur un rallye où la marque avait eu son dernier podium, à la même place, en... 1967 !
Un premier rallye plein de promesses pour Daniel Sordo, qui avait été victime de l'ascension fulgurante de Sébastien Ogier en 2010 au sein de l'équipe Citroën. C'est également la première fois depuis 2009 que Sordo termine deuxième du premier rallye de l'année.
En Suède, il prend la tête du rallye dès la première spéciale avec trois dixièmes d'avance sur Mads Østberg mais abandonne à l'ES8 à la suite d'un problème moteur alors qu'il était cinquième. Absent au Mexique et hors du top 10 au Portugal, il remplace chez Ford Jari-Matti Latvala, blessé, au Rallye d'Argentine. 3e du au moment d'aborder la Power Stage, une casse de sa courroie d'alternateur le contraint à l'abandon. Il se classe 6e du Rallye de Nouvelle-Zélande après avoir perdu du temps le premier jour à cause d'un mauvais choix de pneus et avoir rencontré des problèmes de sélection de boîte de vitesses.

Engagé par l'écurie Drive-Pro (satellite de Prodrive), il remporte son premier grand rallye, le Tour de Corse, 4e manche de l'IRC. Il impose sa Mini S2000 face à un excellent Jan Kopecky et à Pierre Campana, son coéquipier du Monte-Carlo, au terme de trois jours autour d'Ajaccio, Calvi, Corte et Bastia.

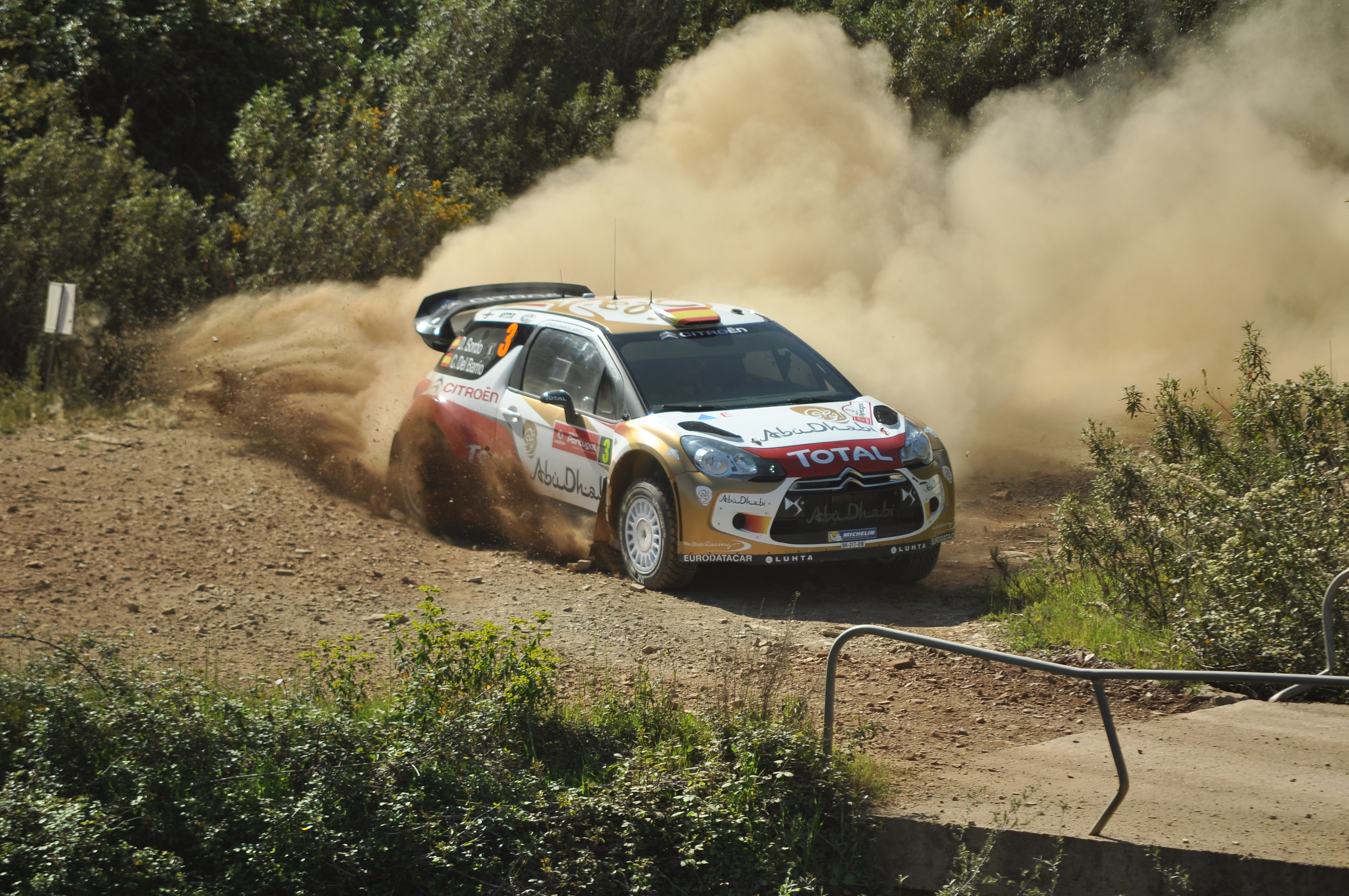
Daniel Sordo au rallye du Portugal 2013

Après une saison réduite en WRC et une victoire qui continue à se faire attendre, Dani Sordo saisit l'occasion du départ de Sébastien Loeb pour tenter un retour chez Citroën. Sa candidature est acceptée après le dernier rallye de la saison et l'Espagnol rejoint donc Mikko Hirvonen à Satory, après deux ans d'absence.

### Le retour chez Citroën (2013)
En 2013, Dani Sordo revient dans le giron du constructeur français où il devient le coéquipier de Mikko Hirvonen qui a été désigné pilote n°1 de l'équipe après le retrait partiel annoncé de Sébastien Loeb qui ne dispute que quatre épreuves (Monte-Carlo, Suède, Argentine, France) durant cette saison.
Il renoue avec le podium dès le Rallye Monte-Carlo en terminant troisième. Evoluant longtemps au dixième rang en Suède, il part à la faute le dernier jour, l'obligeant à abandonner. Au Mexique, sa course s'achève à la quatrième place.
Au Rallye du Portugal, Dani s'affirme dès le départ comme un candidat crédible pour la victoire, en se battant face à Sébastien Ogier. Cependant, une faute au début de la deuxième journée le fait chuter au classement, le voyant terminer douzième. Un nouvel accident lors du Rallye d'Argentine lui coûte de nouveau des points précieux, et le relègue à la neuvième position du rallye.
Il retrouve le podium en Grèce, avec une approche prudente. Il termine à nouveau dans le top 5 en Sardaigne et en Finlande.
En Allemagne, évoluant dès le départ près des leaders, il profite des ennuis successifs de Sébastien Ogier, Jari-Matti Latvala et Thierry Neuville pour prendre la tête de l'épreuve à la fin de la deuxième journée, pour 0.8 secondes face au pilote belge. Le dernier jour, un féroce duel s'engage entre l'espagnol et Thierry Neuville. Son dénouement a lieu dans la Power Stage, où Dani profite d'une erreur de son rival belge pour remporter sa première victoire en WRC avec plus de 53 secondes d'avance sur son poursuivant.
Non aligné en Australie à la suite d'une décision commune avec l'équipe, il revient lors du Rallye de France-Alsace en se battant pour la victoire et terminant deuxième.
De nouveau en lutte pour la victoire en Espagne, il ne peut cependant pas défendre ses chances jusqu'au bout et doit abandonner le dernier jour sur problème mécanique.
Il achève sa saison par une septième place au Rallye de Grande-Bretagne.

### Hyundai (2014-)

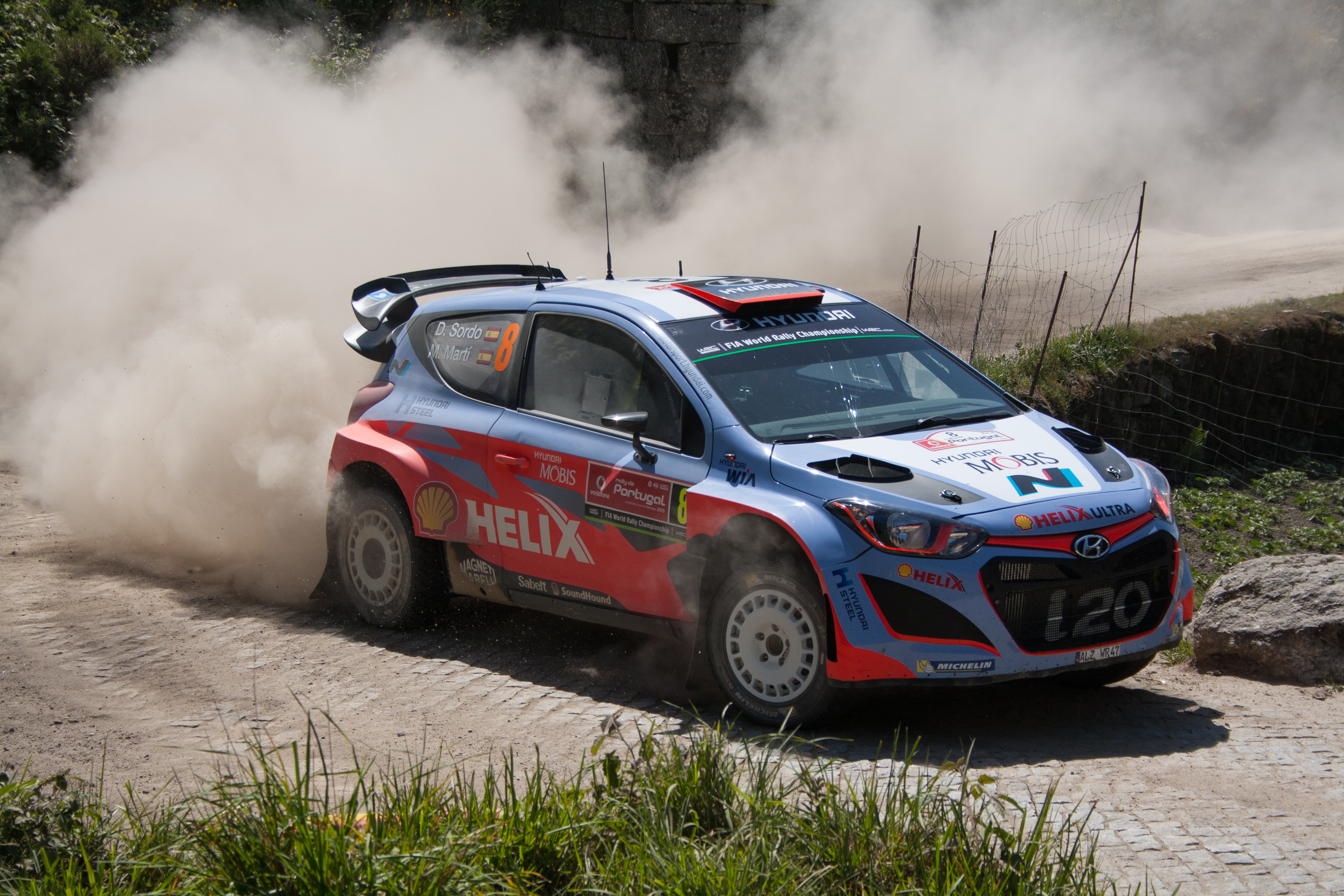
Daniel Sordo au rallye du Portugal 2015

Le 30 novembre 2013, Hyundai recrute Dani Sordo pour disputer quelques rallyes, notamment ceux sur asphalte. Mais malheureusement sa saison commence mal, puisqu'il abandonne au Monte-Carlo, au Portugal et en Argentine sur problèmes mécaniques. En Allemagne, il termine à la deuxième place, offrant le premier doublé de la saison à Hyundai, son coéquipier Thierry Neuville ayant remporté l'épreuve. Il termine la saison à la 10e place du classement général avec seulement 6 rallyes de disputés.
Ayant effectué une saison 2014 correcte avec beaucoup de régularité, Daniel Sordo renouvelle son contrat pour deux ans chez Hyundai. Il commence la saison 2015 en terminant à la sixième place au rallye Monte-Carlo. Malheureusement, à la suite d'un accident de VTT qui lui a coûté la fracture de deux côtes, il a dû déclarer forfait pour le rallye de Suède. Régulièrement dans les points, l'espagnol termine le championnat pilote à la 8e place, n'ayant connu aucun abandon durant cette saison. Il signe son unique podium au Rallye de Catalogne, avec une troisième place, à plus de 21 secondes d'Andreas Mikkelsen.

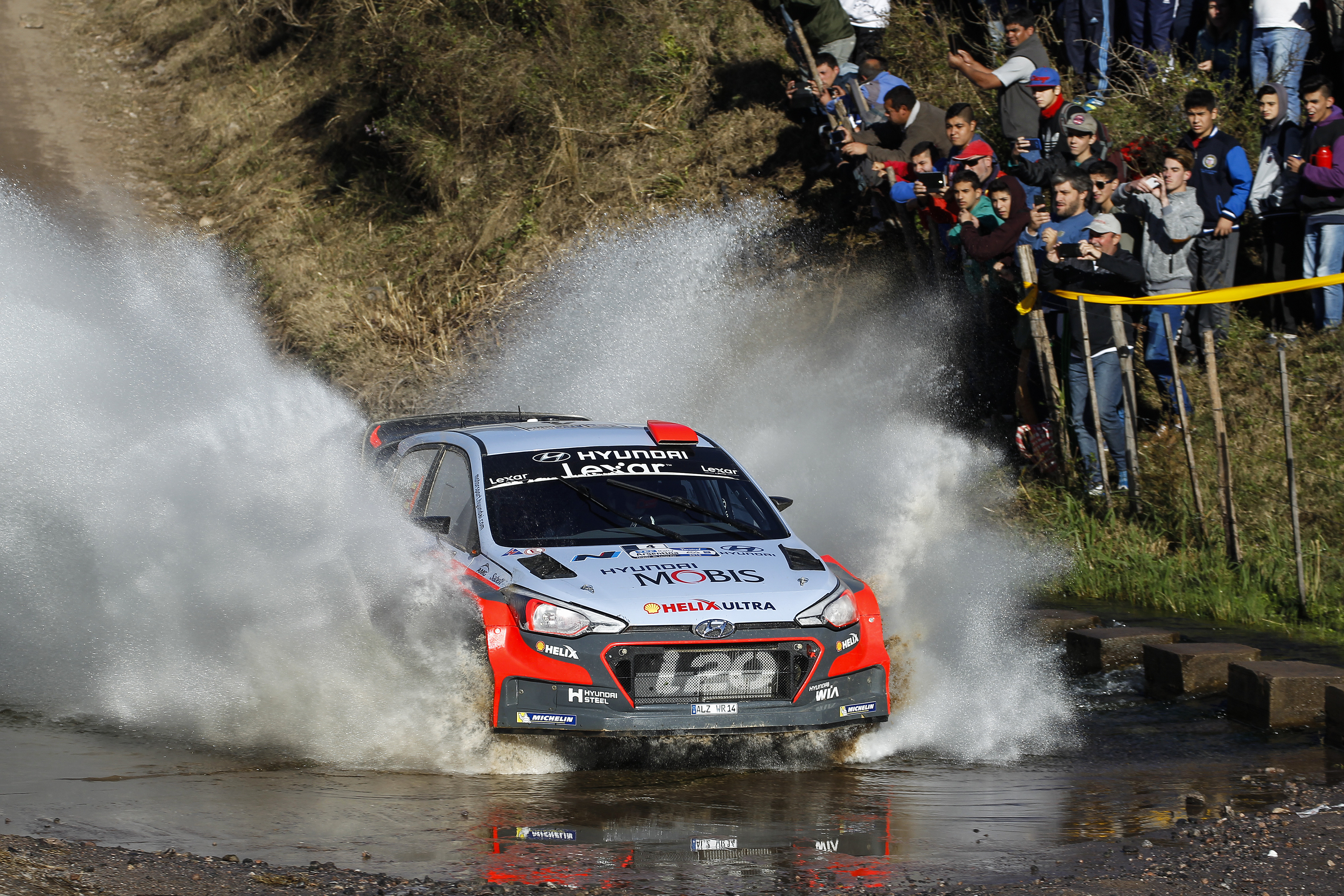
Daniel Sordo au rallye d'Argentine 2016

En 2016, pour sa seconde saison complète avec l'équipe Hyundai Motorsport, Dani Sordo monte par deux fois sur la seconde marche du podium, en Allemagne et en Espagne, mais termine également à de nombreuses reprises au pied du podium, ce qui lui permet de prendre la cinquième place du championnat pilote. C'est alors la première fois qu'il rentre dans le top 5 du Championnat du Monde des rallye sur une voiture autre qu'une Citroën.
Il est toujours pilote Hyundai en 2017, et assure des points importants au championnat constructeur dès le début de la saison, à la suite des abandons de son coéquipier Thierry Neuville au Monte-Carlo et en Suède. Avec 2 troisièmes places en Corse et au Portugal pour meilleurs résultats, il termine sixième du championnat pilote, malgré une absence au Rallye d'Australie en fin de saison, son équipe lui préférant Andreas Mikkelsen pour cette épreuve.
Il est reconduit par Hyundai pour la saison 2018, mais seulement sur un programme partiel de sept rallyes sur treize, avec Carlos Del Barrio, remplaçant Marc Martí. Il termine le championnat à la 9e place avec 71 points marqués avec 2 nouveaux podiums au Mexique et en Argentine.
La saison 2019 le voit également disposer d'un programme partiel.
Son programme débute au Rallye du Mexique, où il mène l'épreuve durant les premières spéciales, avant d'être victime de problèmes mécaniques. Il termine neuvième de l'épreuve. En Corse, son approche prudente lui permet de finir quatrième. En Argentine, son parcours s'achève à la sixième place.
Au Portugal, les problèmes mécaniques l'affectent de nouveau, alors qu'il figure dans le haut du classement. Il ne peut faire mieux que vingt-troisième.
En Sardaigne, son rallye débute mal avec une crevaison le faisant reculer au classement. Mais il parvient à revenir au premier rang provisoire au soir du premier jour. Il ne peut cependant pas empêcher son adversaire Ott Tänak de reprendre le leadership lors de la deuxième étape, le reléguant au deuxième rang. Mais un problème mécanique sur la Yaris de l'estonien dans la Power Stage permet à Dani et à son copilote de remporter sa deuxième victoire en WRC, la première sur terre.
Il fait son retour lors du Rallye d'Allemagne. Victime de problèmes mécaniques en début d'épreuve, il parvient à remonter jusqu'à la cinquième place, qu'il conserve jusqu'à l'arriver. Le Rallye de Turquie le voit à nouveau terminer à la cinquième place.
Sur son épreuve nationale, Dani occupe pendant un long moment la deuxième place derrière son équipier Thierry Neuville avant de se faire dépasser dans la Power Stage par Ott Tänak. Il achève le Rallye à la troisième place, concluant son programme 2019 à la huitième place du championnat pilotes.
A nouveau retenu pour un programme partiel et toujours accompagné de Carlos Del Barrio à sa droite pour 2020, Dani commence sa saison au Rallye du Mexique. Retardé par un problème au niveau de son radiateur lors de la troisième spéciale, il renonce définitivement dans la septième spéciale à cause d'une surchauffe moteur.
De retour en Sardaigne après une interruption de plusieurs mois en raison de la pandémie de Covid-19, Dani s'empare de la tête de l'épreuve lors de la quatrième spéciale. Comptant plus 27 secondes d'avance au départ de la troisième étape, Dani perd de nombreuses secondes lors des spéciales mais parvient à s'imposer à l'issue de la Power Stage pour 5,1 secondes d'avance devant son équipier Thierry Neuville, remportant sa troisième victoire en WRC et sa seconde en Sardaigne.

## Copilotes
Dani Sordo est accompagné à partir de 2005 par Marc Martí, ancien copilote de Carlos Sainz. Ce duo est champion du monde junior cette année-là. Ils évoluent ensuite en WRC, terminant sur le podium à de nombreuses reprises mais ne remportant aucune victoire.
En 2010, à la suite d'une cinquième place en Finlande, le duo se sépare, Martí étant remplacé par Diego Vallejo. À la fin de cette saison, Sordo change d'écurie et de copilote, Vallejo étant remplacé par Carlos Del Barrio qu'il avait eu comme copilote en 2004, l'année de son titre national junior. De 2014 à 2017, on le retrouve de nouveau aux côtés de Marc Martí, puis il reforme son duo avec Carlos Del Barrio en 2018.

## Palmarès

### Titres
| Saison | Titre                                 | Voiture                                             |
| ------ | ------------------------------------- | --------------------------------------------------- |
| 2003   | Champion d'Espagne junior des rallyes | Mitsubishi Lancer Evolution VII et Citroën C2 S1600 |
| 2004   | Champion d'Espagne junior des rallyes | Citroën C2 S1600                                    |
| 2005   | Champion d'Espagne des rallyes        | Citroën C2 S1600                                    |
| 2005   | Champion du monde junior des rallyes  | Citroën C2 S1600                                    |

### Victoires

#### Victoires en championnat du monde des Rallyes
| # | Saison | Rallye                  | Pays      | Copilote          | Voiture         |
| - | ------ | ----------------------- | --------- | ----------------- | --------------- |
| 1 | 2013   | 31e Rallye d'Allemagne  | Allemagne | Carlos Del Barrio | Citroën DS3 WRC |
| 2 | 2019   | 16e Rallye de Sardaigne | Italie    | Carlos Del Barrio | Hyundai i20 WRC |
| 3 | 2020   | 17e Rallye de Sardaigne | Italie    | Carlos Del Barrio | Hyundai i20 WRC |

#### Victoires en championnat du monde des Rallyes Junior
| # | Saison | Rallye                  | Pays      | Copilote   | Voiture          |
| - | ------ | ----------------------- | --------- | ---------- | ---------------- |
| 1 | 2005   | 2e Rallye de Sardaigne  | Italie    | Marc Martí | Citroën C2 S1600 |
| 2 | 2005   | 54e Rallye de Finlande  | Finlande  | Marc Martí | Citroën C2 S1600 |
| 3 | 2005   | 24e Rallye d'Allemagne  | Allemagne | Marc Martí | Citroën C2 S1600 |
| 4 | 2005   | 41e Rallye de Catalogne | Espagne   | Marc Martí | Citroën C2 S1600 |

#### Victoires en Intercontinental Rally Challenge (IRC)
| # | Saison | Rallye            | Pays   | Copilote          | Voiture                |
| - | ------ | ----------------- | ------ | ----------------- | ---------------------- |
| 1 | 2012   | 55e Tour de Corse | France | Carlos Del Barrio | Mini Cooper S2000 1.6T |

#### Victoires en championnat d'Espagne des rallyes
| # | Saison | Rallye                         | Copilote              | Voiture                         |
| - | ------ | ------------------------------ | --------------------- | ------------------------------- |
| 1 | 2003   | Rallye Cantabria Santander     | Juan Antonio Castillo | Mitsubishi Lancer Evolution VII |
| 2 | 2004   | Rallye Costa del Sol           | Carlos Del Barrio     | Citroën C2 S1600                |
| 3 | 2004   | Rallye de Madrid - La Alcarria | Carlos Del Barrio     | Citroën C2 S1600                |
| 4 | 2005   | Rallye Cantabria Infinita      | Marc Martí            | Citroën C2 S1600                |
| 5 | 2005   | Rallye Rias Baixas Redcom      | Marc Martí            | Citroën C2 S1600                |
| 6 | 2005   | Rallye de Ferrol               | Marc Martí            | Citroën C2 S1600                |
| 7 | 2005   | Rallye Villa de Llanes         | Marc Martí            | Citroën C2 S1600                |
| 8 | 2005   | Rallye Principe de Asturias    | Marc Martí            | Citroën C2 S1600                |

#### Autres victoires
| # | Saison | Rallye                   | Pays     | Copilote      | Voiture         |
| - | ------ | ------------------------ | -------- | ------------- | --------------- |
| 1 | 2008   | 6e SM O.K. Auto-ralli    | Finlande | Marc Martí    | Citroën C4 WRC  |
| 2 | 2010   | 45e Arctic Lapland Rally | Finlande | Marc Martí    | Citroën C4 WRC  |
| 3 | 2010   | 9e Monza Rally Show      | Italie   | Diego Vallejo | Citroën C4 WRC  |
| 4 | 2013   | 12e Monza Rally Show     | Italie   | Marc Martí    | Citroën DS3 WRC |

## Résultats en rallye

### Résultats complets en championnat du monde des rallyes
| Saison | Équipe         | Départs | Victoires | Podiums | Abandons | Points | Classement final |
| ------ | -------------- | ------- | --------- | ------- | -------- | ------ | ---------------- |
| 2003   | Privé          | 1       | 0         | 0       | 0        | 0      | -                |
| 2004   | Privé          | 4       | 0         | 0       | 1        | 0      | -                |
| 2005   | Privé          | 7       | 0         | 0       | 1        | 0      | -                |
| 2006   | Kronos Racing  | 16      | 0         | 4       | 3        | 49     | 5e               |
| 2007   | Citroën        | 16      | 0         | 7       | 2        | 65     | 4e               |
| 2008   | Citroën        | 15      | 0         | 6       | 2        | 65     | 3e               |
| 2009   | Citroën        | 12      | 0         | 7       | 0        | 64     | 3e               |
| 2010   | Citroën        | 10      | 0         | 5       | 1        | 118    | 5e               |
| 2010   | Citroën Junior | 3       | 0         | 0       | 0        | 32     | 5e               |
| 2011   | Mini           | 6       | 0         | 2       | 1        | 59     | 8e               |
| 2012   | Mini - Ford    | 8       | 0         | 1       | 3        | 35     | 11e              |
| 2013   | Citroën        | 12      | 1         | 4       | 2        | 123    | 5e               |
| 2014   | Hyundai        | 6       | 0         | 1       | 3        | 40     | 10e              |
| 2015   | Hyundai        | 12      | 0         | 1       | 0        | 89     | 8e               |
| 2016   | Hyundai        | 12      | 0         | 2       | 1        | 130    | 5e               |
| 2017   | Hyundai        | 12      | 0         | 2       | 0        | 95     | 6e               |
| 2018   | Hyundai        | 6       | 0         | 2       | 1        | 71     | 9e               |
| 2019   | Hyundai        | 8       | 1         | 2       | 0        | 89     | 8e               |
| 2020   | Hyundai        | 3       | 1         | 2       | 1        | 42     | 8e               |
| 2021   | Hyundai        | 7       | 0         | 3       | 0        | 81     | 6e               |
| Total  |                | 175     | 3         | 51      | 22       | 1247   |                  |

### Résultats détaillés en championnat du monde des rallyes
| Saison    | Rallye | Rallye | Rallye | Rallye | Rallye | Rallye | Rallye | Rallye | Rallye | Rallye | Rallye | Rallye | Rallye | Rallye | Rallye | Rallye | Points | Classement final |
| --------- | ------ | ------ | ------ | ------ | ------ | ------ | ------ | ------ | ------ | ------ | ------ | ------ | ------ | ------ | ------ | ------ | ------ | ---------------- |
| 2003      | MON    | SWE    | TUR    | NZL    | ARG    | GRE    | CYP    | GER    | FIN    | AUS    | ITA    | FRA    | ESP    | GBR    |        |        | 0      | -                |
| 2003      | -      | -      | -      | -      | -      | -      | -      | -      | -      | -      | -      | -      | 18e    | -      |        |        | 0      | -                |
| N4        |        |        |        |        |        |        |        |        |        |        |        |        | 2e     |        |        |        | -      | -                |
|           |        |        |        |        |        |        |        |        |        |        |        |        |        |        |        |        |        |                  |
| 2004      | MON    | SWE    | MEX    | NZL    | CYP    | GRE    | TUR    | ARG    | FIN    | GER    | JPN    | GBR    | ITA    | FRA    | ESP    | AUS    | 0      | -                |
| 2004      | -      | -      | -      | -      | -      | -      | -      | Ab.    | -      | 19e    | -      | -      | -      | 13e    | 20e    | -      | 0      | -                |
| N4        |        |        |        |        |        |        |        | Ab.    |        | 5e     |        |        |        | 2e     |        |        | -      | -                |
|           |        |        |        |        |        |        |        |        |        |        |        |        |        |        |        |        |        |                  |
| 2005      | MON    | SWE    | MEX    | NZL    | ITA    | CYP    | TUR    | GRE    | ARG    | FIN    | GER    | GBR    | JPN    | FRA    | ESP    | AUS    | 0      | -                |
| 2005      | 15e    | -      | -      | -      | 17e    | -      | -      | Ab.    | -      | 15e    | 13e    | -      | -      | 15e    | 12e    | -      | 0      | -                |
| JWRC 2005 | 4e     |        | -      |        | 1er    |        |        | Ab.    |        | 1er    | 1er    |        |        | 2e     | 1er    |        | 53     | 1er (J-WRC)      |
|           |        |        |        |        |        |        |        |        |        |        |        |        |        |        |        |        |        |                  |
| 2006      | MON    | SWE    | MEX    | ESP    | FRA    | ARG    | ITA    | GRE    | GER    | FIN    | JPN    | CYP    | TUR    | AUS    | NZL    | GBR    | 49     | 5e               |
| 2006      | 8e     | 16e    | 4e     | 2e     | 3e     | 5e     | 3e     | 6e     | 2e     | Ab.    | Dq.    | Ab.    | 7e     | 23e    | 5e     | 7e     | 49     | 5e               |
|           |        |        |        |        |        |        |        |        |        |        |        |        |        |        |        |        |        |                  |
| 2007      | MON    | SWE    | NOR    | MEX    | POR    | ARG    | ITA    | GRE    | FIN    | GER    | NZL    | ESP    | FRA    | JPN    | IRL    | GBR    | 65     | 4e               |
| 2007      | 2e     | 12e    | 25e    | 4e     | 3e     | 6e     | 3e     | 24e    | Ab.    | Ab.    | 6e     | 2e     | 3e     | 2e     | 2e     | 5e     | 65     | 4e               |
|           |        |        |        |        |        |        |        |        |        |        |        |        |        |        |        |        |        |                  |
| 2008      | MON    | SWE    | MEX    | ARG    | JOR    | ITA    | GRE    | TUR    | FIN    | GER    | NZL    | ESP    | FRA    | JPN    | GBR    |        | 65     | 3e               |
| 2008      | 11e    | 6e     | 16e    | 3e     | 2e     | 5e     | 5e     | 4e     | 4e     | 2e     | 2e     | 2e     | Ab.    | Ab.    | 3e     |        | 65     | 3e               |
|           |        |        |        |        |        |        |        |        |        |        |        |        |        |        |        |        |        |                  |
| 2009      | IRL    | NOR    | CYP    | POR    | ARG    | ITA    | GRE    | POL    | FIN    | AUS    | ESP    | GBR    |        |        |        |        | 64     | 3e               |
| 2009      | 2e     | 5e     | 4e     | 3e     | 2e     | 22e    | 11e    | 2e     | 4e     | 3e     | 2e     | 3e     |        |        |        |        | 64     | 3e               |
|           |        |        |        |        |        |        |        |        |        |        |        |        |        |        |        |        |        |                  |
| 2010      | SWE    | MEX    | JOR    | TUR    | NZL    | POR    | BUL    | FIN    | GER    | JPN    | FRA    | ESP    | GBR    |        |        |        | 150    | 5e               |
| 2010      | 4e     | 14e    | 4e     | Ab.    | 5e     | 3e     | 2e     | 5e     | 2e     | 4e     | 2e     | 3e     | 5e     |        |        |        | 150    | 5e               |
|           |        |        |        |        |        |        |        |        |        |        |        |        |        |        |        |        |        |                  |
| 2011      | SWE    | MEX    | POR    | JOR    | ITA    | ARG    | GRE    | FIN    | GER    | AUS    | FRA    | ESP    | GBR    |        |        |        | 59     | 8e               |
| 2011      | -      | -      | -      | -      | 6e     | -      | -      | Ab.    | 3e     | -      | 2e     | 4e     | 19e    |        |        |        | 59     | 8e               |
|           |        |        |        |        |        |        |        |        |        |        |        |        |        |        |        |        |        |                  |
| 2012      | MON    | SWE    | MEX    | POR    | ARG    | GRE    | NZL    | FIN    | GER    | GBR    | FRA    | ITA    | ESP    |        |        |        | 35     | 11e              |
| 2012      | 2e     | Ab.    | -      | 11e    | Ab.    | -      | 6e     | -      | 9e     | -      | Ab.    | -      | 9e     |        |        |        | 35     | 11e              |
|           |        |        |        |        |        |        |        |        |        |        |        |        |        |        |        |        |        |                  |
| 2013      | MON    | SWE    | MEX    | POR    | ARG    | GRE    | ITA    | FIN    | GER    | AUS    | FRA    | ESP    | GBR    |        |        |        | 123    | 5e               |
| 2013      | 3e     | Ab.    | 4e     | 12e    | 9e     | 2e     | 4e     | 5e     | 1er    | -      | 2e     | Ab.    | 7e     |        |        |        | 123    | 5e               |
|           |        |        |        |        |        |        |        |        |        |        |        |        |        |        |        |        |        |                  |
| 2014      | MON    | SWE    | MEX    | POR    | ARG    | ITA    | POL    | FIN    | GER    | AUS    | FRA    | ESP    | GBR    |        |        |        | 40     | 10e              |
| 2014      | Ab.    | -      | -      | Ab.    | Ab.    | -      | -      | -      | 2e     | -      | 4e     | 5e     | -      |        |        |        | 40     | 10e              |
|           |        |        |        |        |        |        |        |        |        |        |        |        |        |        |        |        |        |                  |
| 2015      | MON    | SWE    | MEX    | ARG    | POR    | ITA    | POL    | FIN    | GER    | AUS    | FRA    | ESP    | GBR    |        |        |        | 89     | 8e               |
| 2015      | 6e     | -      | 5e     | 5e     | 6e     | 20e    | 10e    | 11e    | 4e     | 8e     | 7e     | 3e     | 4e     |        |        |        | 89     | 8e               |
|           |        |        |        |        |        |        |        |        |        |        |        |        |        |        |        |        |        |                  |
| 2016      | MON    | SWE    | MEX    | ARG    | POR    | ITA    | POL    | FIN    | GER    | CHN    | FRA    | ESP    | GBR    | AUS    |        |        | 130    | 5e               |
| 2016      | 6e     | 6e     | 4e     | 4e     | 4e     | 4e     | Ab.    | -      | 2e     | An.    | 7e     | 2e     | 6e     | 5e     |        |        | 130    | 5e               |
|           |        |        |        |        |        |        |        |        |        |        |        |        |        |        |        |        |        |                  |
| 2017      | MON    | SWE    | MEX    | FRA    | ARG    | POR    | ITA    | POL    | FIN    | GER    | ESP    | GBR    | AUS    |        |        |        | 95     | 6e               |
| 2017      | 4e     | 4e     | 8e     | 3e     | 8e     | 3e     | 12e    | 4e     | 9e     | 34e    | 15e    | 10e    | -      |        |        |        | 95     | 6e               |
|           |        |        |        |        |        |        |        |        |        |        |        |        |        |        |        |        |        |                  |
| 2018      | MON    | SWE    | MEX    | FRA    | ARG    | POR    | ITA    | FIN    | GER    | TUR    | GBR    | ESP    | AUS    |        |        |        | 71     | 9e               |
| 2018      | -      | -      | 2e     | 4e     | 3e     | 4e     | -      | -      | Ab.    | -      | -      | 5e     | -      |        |        |        | 71     | 9e               |
|           |        |        |        |        |        |        |        |        |        |        |        |        |        |        |        |        |        |                  |
| 2019      | MON    | SWE    | MEX    | FRA    | ARG    | CHI    | POR    | ITA    | FIN    | GER    | TUR    | GBR    | ESP    | AUS    |        |        | 89     | 8e               |
| 2019      | -      | -      | 9e     | 4e     | 6e     | -      | 23e    | 1er    | -      | 5e     | 5e     | -      | 3e     | An.    |        |        | 89     | 8e               |
|           |        |        |        |        |        |        |        |        |        |        |        |        |        |        |        |        |        |                  |
| 2020      | MON    | SWE    | MEX    | EST    | TUR    | ITA    | BEL    | ITA    |        |        |        |        |        |        |        |        | 42     | 8e               |
| 2020      | -      | -      | Ab.    | -      | -      | 1er    | An.    | 3e     |        |        |        |        |        |        |        |        | 42     | 8e               |
|           |        |        |        |        |        |        |        |        |        |        |        |        |        |        |        |        |        |                  |
| 2021      | MON    | FIN    | CRO    | POR    | ITA    | KEN    | EST    | BEL    | GRE    | FIN    | ESP    | ITA    |        |        |        |        | 63     | 6e               |
| 2021      | 5e     | -      | -      | 2e     | 17e    | 12e    | -      | -      | 4e     | -      | 3e     | 3e     |        |        |        |        | 63     | 6e               |
|           |        |        |        |        |        |        |        |        |        |        |        |        |        |        |        |        |        |                  |
| 2022      | MON    | SWE    | CRO    | POR    | ITA    | KEN    | EST    | FIN    | BEL    | GRE    | NZL    | ESP    | JPN    |        |        |        | 59     | 8e               |
| 2022      | -      | -      | -      | 3e     | 3e     | -      | -      | -      | -      | 3e     | -      | 5e     | Ab.    |        |        |        | 59     | 8e               |
|           |        |        |        |        |        |        |        |        |        |        |        |        |        |        |        |        |        |                  |
| 2023      | MON    | SWE    | MEX    | CRO    | POR    | ITA    | KEN    | EST    | FIN    | GRE    | CHI    | UE     | JPN    |        |        |        | 63     | 8e               |
| 2023      | 7e     | -      | 5e     | -      | 2e     | Ab.    | 5e     | -      | -      | 3e     | -      | -      | Ab.    |        |        |        | 63     | 8e               |

*Saison en cours